# Дейзетта (Техас)
Дейзетта (англ. Daisetta) — місто (англ. city) в США, в окрузі Ліберті штату Техас. Населення — 923 особи (2020).

## Географія
Дейзетта розташована за координатами 30°6′51″ пн. ш. 94°38′32″ зх. д. / 30.11417° пн. ш. 94.64222° зх. д. (30.114160, -94.642141).  За даними Бюро перепису населення США в 2010 році місто мало площу 3,84 км², з яких 3,83 км² — суходіл та 0,00 км² — водойми.

## Демографія
Згідно з переписом 2010 року, у місті мешкало 966 осіб у 346 домогосподарствах у складі 257 родин. Густота населення становила 252 особи/км².  Було 422 помешкання (110/км²).
Расовий склад населення:
| - 91,5 % — білих - 3,2 % — чорних або афроамериканців - 0,5 % — азіатів - 0,3 % — корінних американців - 2,4 % — осіб інших рас |

До двох чи більше рас належало 2,1 %. Частка іспаномовних становила 5,5 % від усіх жителів.
За віковим діапазоном населення розподілялося таким чином: 27,4 % — особи молодші 18 років, 61,7 % — особи у віці 18—64 років, 10,9 % — особи у віці 65 років та старші. Медіана віку мешканця становила 35,0 року. На 100 осіб жіночої статі у місті припадало 98,4 чоловіків;  на 100 жінок у віці від 18 років та старших — 98,6 чоловіків також старших 18 років.
Середній дохід на одне домашнє господарство  становив 63 032 долари США (медіана — 47 639), а середній дохід на одну сім'ю — 61 497 доларів (медіана — 53 047). За межею бідності перебувало 6,2 % осіб, у тому числі 10,7 % дітей у віці до 18 років та 3,6 % осіб у віці 65 років та старших.
Цивільне працевлаштоване населення становило 270 осіб. Основні галузі зайнятості: будівництво — 21,1 %, сільське господарство, лісництво, риболовля — 18,5 %, освіта, охорона здоров'я та соціальна допомога — 15,6 %.